# 우리가 사랑한 시간
《우리가 사랑한 시간》(영어: Breathe In)은 2014년 공개된 미국의 로맨틱 드라마 영화이다.

## 출연

### 주연
- 가이 피어스
- 펠리시티 존스
- 에이미 라이언
- 맥켄지 데이비스
- 카일 맥라클란

### 조연
- 알렉산드라 웬트워스
- 벤 셍크만
- 엘리즈 이버리
- 루시 대븐포트
- 니콜 패트릭
- 브록 해리스
- 매튜 다드다리오

## 기타
- Line PD: 마이클 비더만
- 프로듀서: 마크 로이볼
- 프로듀서: 조나단 슈왈츠
- 프로듀서: 앤드리아 스퍼링
- 협력프로듀서: 캐스린 딘
- 미술: 케이티 바이런
- 세트: 레이첼 페라라
- 의상: 엠마 포터
- 섭외: 에이드 벨라스코